# Csukás-ér
A Csukás-ér egy a Kőrös-érbe torkolló belvízelvezető csatorna Pest vármegyében. A vízelvezető csatorna kezdőpontja Kocsértól nyugatra található. A csatorna keresztülhalad Kocsér külterületén keleti, délkeleti irányban, majd Pest, Bács-Kiskun és Jász-Nagykun-Szolnok vármegye hármas határától északkeletre, két kisebb tavat, köztük a Jászkarajenői halastavat elkerülve éri el a Kőrös-ért.
A Jászkarajenői halastó feltöltéséhez és vizének utánpótlásához felhasználják a Csukás-ér évi 1,5 millió köbméternyi vízhozamának egy részét.